# Albert Mendelsburg
Albert Mendelsburg (ur. 22 maja 1828 w Krakowie, zm. 15 lipca 1911 tamże) - finansista, bankier, prezes Izby Przemysłowo-Handlowej w Krakowie, poseł do Rady Państwa V kadencji.

## Życiorys
Absolwent Instytutu Technicznego w Krakowie. W 1851 założył jeden z najstarszych domów bankowych Dom Bankowy Alberta Mendelsburga działający do 1912. W 1865 został członkiem komisji opracowującej nowy statut gminy żydowskiej. Był zwolennikiem asymilacji, prezentował stanowisko propolskie. W 1866 został członkiem Rady Miejskiej, od 1869 pracował w Komisji Skarbowej. W 1873 wszedł w skład zarządu Wielkiego Wydziału Kasy Oszczędności Miasta Krakowa, przewodniczył tam Komisji Kontroli. W latach 1873–1879 był posłem do austriackiej Rady Państwa. Od 1879 był dyrektorem filii wiedeńskiego Banku Narodowego w Krakowie. W 1882 został członkiem zarządu Szkoły Handlowej oraz prezesem Rady Wyznaniowej. W latach 1885- 1896 był wiceprezesem, a w latach 1897-1906 prezesem Izby Przemysłowo-Handlowej w Krakowie.
Za swoją pracę dla sektora bankowego i zaangażowanie w 1897 otrzymał tytuł radcy cesarskiego. Został odznaczony orderem Żelaznej Korony i orderem Franciszka Józefa.
Pochowany został na cmentarzu Rakowickim (kw. RB).

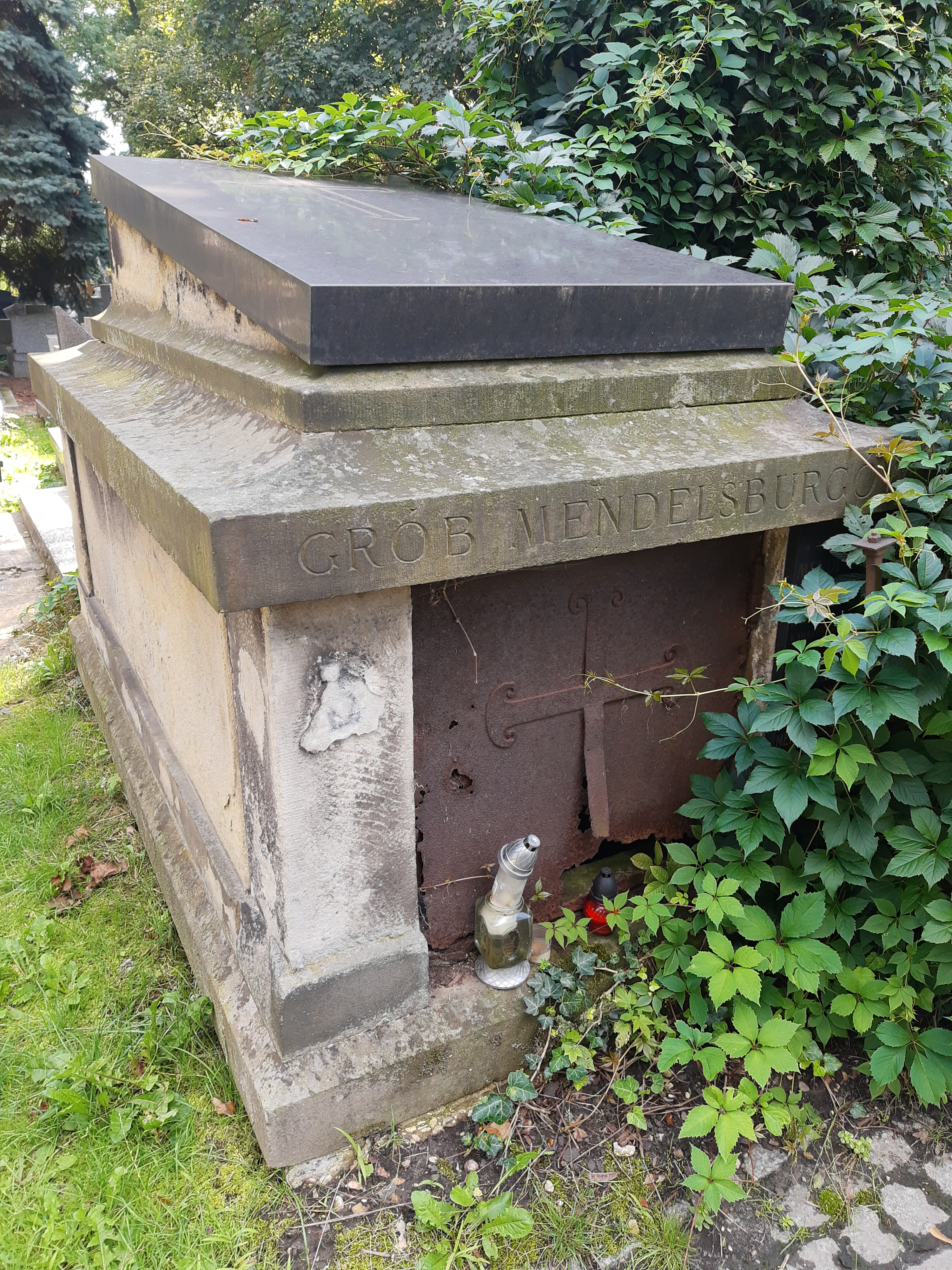
Grób Alberta Mendelsburga na cmentarzu Rakowickim